# Общество независимых художников (США)
Общество независимых художников (англ. Society of Independent Artists) — ассоциация американских художников, основанная в 1916 году и базирующаяся в Нью-Йорке.

## История
Была создана в качестве преемника Ассоциации американских художников и скульпторов, которая была распущена после проведения Арсенальной выставки в 1913 году. За основу американское общество взяло принципы французского Общества независимых художников. Его целью было объявлено проведение ежегодных выставок художников-авангардистов. Выставки должны были быть открыты для всех, кто хотел бы показать свои работы, при этом на них не должно быть ни жюри, ни призов. Чтобы стать участником этого общества, необходимо было заплатить вступительный взнос в шесть долларов. Основателями Общество независимых художников были: Уолтер Аренсберг, Джон Коверт, Марсель Дюшан, Кэтрин Драйер, Уильям Глакенс, Альберт Глез, Джон Марин, Уолтер Пах, Ман Рэй, Мэри Роджерс, Джон Слоун и Джозеф Стелла.

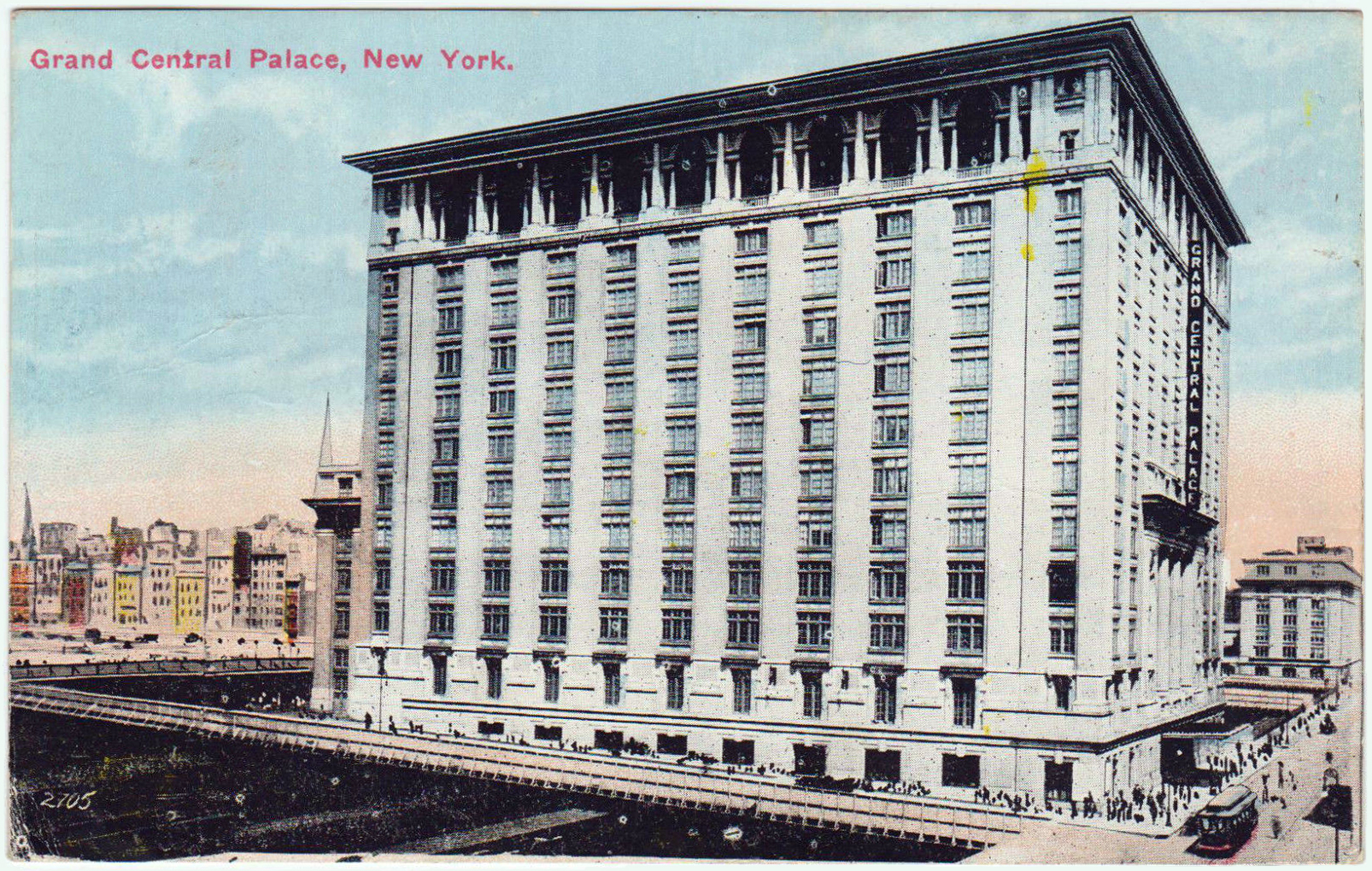
Центральный большой дворец на открытке 1911 года

«Первая ежегодная выставка» общества («First Annual Exhibition») в Центральном большом дворце в Нью-Йорке прошла с 10 апреля по 6 мая 1917 года и включала более 2000 произведений искусства, которые, как указывает каталог, были вывешены в алфавитном порядке по фамилии художника. Хотя экспонировались были работы со всего мира, в основном это были художники из Нью-Йорка и других городов Восточного побережья США.
Первым президентом Общества независимых художников был Уильям Глакенс, которого в 1918 году сменил Джон Слоун, находившийся на этом посту до своей смерти в 1951 году.